# Laudakia himalayana
Laudakia himalayana är en ödleart som beskrevs av  Franz Steindachner 1867. Laudakia himalayana ingår i släktet Laudakia och familjen agamer. Inga underarter finns listade i Catalogue of Life.